# Π (film)
π (znan tudi kot Pi ali Pi - Vera v kaos) je ameriški psihološki triler režiserja Darrena Aronofskyja iz leta 1998. Naslov filma se nanaša na matematično konstanto π (Pi).

## Zgodba
Film govori o matematičnem geniju Maximillianu Cohenu. Max kot strokovnjak s področja teorije števil razpravlja o tem, da lahko vse v naravi razumemo skozi števila, in če jih izrišemo pravilno, se bodo pojavili vzorci. Išče vzorce V dogodkih na borzi išče in za množico podatkov s pomočjo doma izdelanega superračunalnika Evklid uporablja milijarde in milijarde spremenljivk.
Na začetku filma Max pripoveduje o času svoje mladosti, ko je hotel gledati neposredno v sonce, čeprav ga je mati opozarjala naj tega ne počne. Tako si je zelo poškodoval oči in zdravniki niso bili prepričani ali se mu bodo pozdravile. Sčasoma so se pozdravile vendar je ga je začela boleti glava. Glavoboli so ga pripeljali na rob blaznosti in zaradi bolečin je večkrat omedlel. Trpel je tudi zaradi skrajne paranoje, ki se je kazala v grozečih halucinacijah, in motnjah socialne fobije.
Max pri svojem delu začne na podlagi Evklidovih računov z borznimi napovedovmi. Med tiskanjem izbir se Evklid nenadoma sesuje, še prej pa izpljune 216-mestno število, ki ni videti nič drugega kot naključen niz. Razočaran vrže stran izpisek števila. Naslednje jutro preveri finančne strani in vidi, da so bile nekatere vrednosti, ki jih je naredil Evklid, natančne. Obupno išče izpis, vendar ga ne more najti.
Max se druži edino s Solom Robesonom, svojih starejšim matematičnim mentorjem, ki je nagradil Maxa za njegovo delo. Sol je bil v svojih mlajših letih vodilna oseba pri raziskovanju narave pi-ja, vendar je odnehal zaradi razlogov, ki kasneje postanejo jasnejši. Zaradi izgube sočustvuje z Maxom, vendar se razburi, ko Max omeni niz števil pri vprašanju, če je bil dolg 216 mest. Ko ga Max vpraša o nizu, Sol namigne, da je prišel do enakega števila že mnogo let prej. Maxa prosi naj se umiri in naj si da malo mira.
V kavarni Max sreča Lennyja Meyerja, hasidskega Juda, ki matematično raziskuje Toro. Lenny mu pokaže nekaj preprostih gematrij in mu pojasni, da nekateri ljudje verjamejo v to, da je Tora niz števil, ki tvorijo kod, ki ga je poslal bog. Maxa začne zanimati, ko spozna, da je nekaj zamisli o številih, o katerih govori Lenny, podobnih resničnim matematičnim teorijam, na primer Fibonaccijevo zaporedje. Lenny omeni tudi, da on in njegovi tovariši iščejo 216-mestno število, ki se vseskozi ponavlja v besedilu Tore. Max se odloči, da bo prenehal z delom o borznem trgovanju, in bo začel pomagati Lennyju.
Maxa preganjajo tudi agenti podjetja z Wall Streeta, ki se zanimajo za njegovo delo iz finančnih razlogov. Ena od agentov, Marcy Dawson, ponudi Maxu nov močan računalniški čip v zameno za rezultate njegovega dela. Max vztraja da ga dobiček ne zanima, vendar vzame čip, da bi si z njim pomagal pri svojem novem raziskovanju Tore.
Max je uporabil visoko razviti čip v Evklidu in začel analizirati matematične vzorce v Tori. Evklid se je spet sesul in še enkrat izpljunil 216-mestno število. Ko računalnik števila ne more izpisati, ga Max začne pisati na roko. Med pisanjem Max spozna, da vzorec pozna, pri tem nenadoma doživi intenzivni trenutek samorealizacije in omedli. Od tedaj naprej je jasnoviden in si lahko predstavlja vzorce borznega trga, ki jih je iskal. Tudi njegovi glavoboli postanejo močnejši, odkrije pa tudi čudno žilasto nabreklino, ki se razteza iz njegove desne sence.
Naslednji dan časopisi poročajo da se je borza sesula in da je finančni svet v kaosu zaradi nerazložljivih padcev vrdnosti. Na obisku Maxa Sol posvari, da je skrivnostno 216-mestno število več kot si Max lahko zamisli, in da ima morda močan vpliv nanj. Sol vztraja, da je zaradi poskusa razumevanja števila pred leti doživel šok, vendar Max jezno ovrže njegovo zaskrbljenost kot strahopetnost.
Marcy Dawson in njeni sluge zgrabijo Maxa na ulici, ter ga poskušajo prisiliti naj pojasni 216-mestno število. Našli so izvirni izpisek in ga skušali uporabiti pri manipulaciji z borznim trgovanjem za svoje koristi. Vendar zaradi nerazumevanja števila, so nevede zlomili borzo. Lenny in njegov prijatelj Hasidim rešitata Maxa, vendar kmalu od njega podobno zahtevata naj jima da število. Verjameta da je število namenjeno njima in napoveduje mesijansko dobo. Max to odkloni in vztraja pri tem, da neglede na izvor števila, se je razkrilo le njemu.
Na robu blaznosti Max doživi še en glavobol in noče vzeti zdravil proti bolečinam. Ker verjame da so število in glavoboli povezani, se poskuša zbrati na število prek bolečine. Ko omedli, vidi sebe kako stoji v beli praznini in ponavlja števke števila. Ni razvidno ali stoji pred bogom ali pa je vizija le ena od njegovih duševnih stisk. Vizija se prekine in Max objema svojo lepo sosedo, ki se izkaže kot iluzija. Max stoji sam in se znajde v svojem stanovanju. Ne more več in si poškoduje desno sence, kjer verjame da se nahaja njegov matematični genij. Ali se to res zgodi, ostane odprto. Kasneje Max sedi v parku na klopi in razkrije, da ni več sposoben zapletenih mentalnih računov. V miru opazuje drevesa, ki migljajo v vetru.